# Perfect Man (신화의 음반)
Perfect Man(퍼펙트 맨)은 대한민국 남성 6인조 음악 그룹인 신화의 5번째 정규 음반이다. 2002년 3월 29일에 발매되었으며 4집 활동 당시 개인사정으로 팀을 잠시 떠나있었던 앤디의 복귀작이다.

## 트랙리스트
| #            | 제목                            | 작사                 | 작곡                     | 편곡           | 재생 시간 |
| ------------ | ------------------------------- | -------------------- | ------------------------ | -------------- | --------- |
| 1.           | 〈I Pray 4 U〉                  | 에릭, 김영후         | 김영후, William Pyon     | 김영후         | 3:50      |
| 2.           | 〈Perfect Man〉                 | 에릭, 유영진         | 유영진                   | 유영진         | 3:25      |
| 3.           | 〈Shout〉                       | 에릭, Jamie          | 박성수                   | 박성수         | 3:30      |
| 4.           | 〈Free〉                        | 에릭, 이민우         | 이민우                   | 이민우         | 4:20      |
| 5.           | 〈Fly High〉                    | 에릭, 홍지유         | Thomas Asserholt, 이준호 | 이준호         | 3:23      |
| 6.           | 〈Endless Love〉                | 에릭, 김종숙         | 김진훈                   | 김진훈         | 4:01      |
| 7.           | 〈Comeback To My Life〉         | 에릭, 이진경         | 황성제                   | 황성제         | 3:30      |
| 8.           | 〈Honesty〉                     | 에릭, 지국현         | 지국현                   | 지국현         | 3:43      |
| 9.           | 〈Red Angel〉                   | 에릭, 이상백, 한현경 | 김형규                   | 김형규         | 3:45      |
| 10.          | 〈Last Zone〉                   | 에릭, 김남희         | 노영주, 이정훈           | 노영주, 이정훈 | 3:16      |
| 11.          | 〈Reason〉                      | 에릭, 라이머, 정한종 | 이창현                   | 이창현         | 3:52      |
| 12.          | 〈너 사랑 안에 (In Your Love)〉 | 에릭, 최유원         | 최유원                   | 박문수         | 4:22      |
| 총 재생 시간 | 총 재생 시간                    | 총 재생 시간         | 총 재생 시간             | 총 재생 시간   | 42:57     |

## 에피소드
- 타이틀곡인 Perfect Man을 통해 한국 가수 최초로 싱가포르 만다린 차트 11위에 이름을 올리기도 하였다.[3]
- 본래 후속곡은 `Shout`으로 내정되었으나 당시 여름 시즌에 발맞춰 `I Pray 4 U`로 결정되었으며 이누야샤 2기 오프닝곡으로도 사용되었다.
- 6번 트랙인 'Endless Love'는 동반자살을 묘사하는 듯한 가사로 인해 방송불가 판정을 받았다.
- 마지막 트랙 '너 사랑안에'는 2000년 발매된 유소광의 1집 앨범 수록곡의 리메이크곡이다.
- 멤버 전진이 SBS 《좋은 친구들》의 코너 `기막힌 대결` 촬영 도중 머리 부상으로 의식을 잃고 사경을 헤매었으나 기적적으로 1일 뒤에 의식을 되찾았다.[4] 이후 이 사건을 KBS 《김승우의 승승장구》에서도 언급하여 세간에 많은 화제를 낳았다.
- 발매 11년 뒤인 2013년 7월, 신화 11집 활동의 여파로 신화의 5집 음반이 가온차트 실시간 음반 판매 순위 6위에 오르기도 하였다.